# Juncus densiflorus
Juncus densiflorus är en tågväxtart som beskrevs av Alexander von Humboldt. Juncus densiflorus ingår i släktet tåg, och familjen tågväxter. Inga underarter finns listade i Catalogue of Life.